# لوغان كارتر
لوغان كارتر (بالإنجليزية: Logan Carter)‏ (مواليد 11 مايو 1954 في دايتونا بيتش - الوفاة 23 يونيو 1988)، هو ممثل ضيف وترفيهي وعارض أزياء أمريكي. كان أول ظهور له سنة 1972، وأصبح يظهر في الملاهي الليلية كإمرأة لتقديم بعض العروض الفنية. اشتهر بشكل كبير بعد ظهوره في فيديو كليب للمغنية بات بيناتار في أغنية "Sex as a Weapon".

## روابط خارجية
- لوغان كارتر على موقع IMDb (الإنجليزية)